# Пурцеладзе Анатолій Олексійович
Анатолій Олексійович Пурцеладзе (14.11.1940, м. Владивосток — 19.06.2013,м. Київ) — артист оригінального жанру, заслужений артист УРСР.

## Біографія
Народився в робітничій інтернаціональній родині: мати-українка, батько-грузин. Служив в армії, опісля — в Ансамблі пісні та танцю Західної групи радянських військ в Німеччині.
Закінчив Київське училище естрадно-циркового мистецтва.
Одинадцять років життя часто бував та працював в Полтаві. Тут мешкала його дружина Світлана Кошовець, 1971 року народилась старша дочка Анжела.
Виступав неодноразово перед рятівниками — учасниками ліквідації катастрофи на Чорнобильській АЕС. Пенсіонер-чорнобилець.
Працював викладачем в Київському училищі естрадно-циркового мистецтва.
Помер і похований в Києві.
Дочка - Катерина(1985), онуки

## Творчий доробок
Пурцеладзе Анатолій Олексійович — єдиний в Україні артист пантоміми та звукоімітації йому присвоєно високе почесне звання держави.
Працював артистом «Укрконцерту», Київського мюзик-холу. З концертами побував в усіх республіках колишнього СРСР. Співпрацював в концертах з творчою групою Тарапуньки і Штепселя. Виступав з концертами в Польщі, Латвії, Литві, Естонії…
Автор художніх карикатур, які друкувались в газетах: «Блин», «Вісті», «Рятувальник», «Спортивна газета», «Хата».
Озвучував мультфільми, знімався в кінофільмах:
- «Смеханічні пригоди Тарапуньки та Штепселя» (1970),
- «Імітатор» (1990)

## Нагороди і відзнаки
Присвоєно почесне звання «Заслужений артист УРСР».
Грамоти і подяки за виступи перед ліквідаторами аварії на ЧАЕС в Чорнобильській зоні.